# كات (أسطورة)
کات (بالإنجليزية: Kat)‏ الرب الطيب عند سكان ضفاف الجزر. علم البشرية كيف يجوفون جذع شجرة ليصنعوا الزورق.